# ميلادين ستيفانوفيتش
ميلادين ستيفانوفيتش (بالصربية: Миладин Стевановић)‏ هو لاعب كرة قدم صربي في مركز الدفاع، ولد في 11 فبراير 1996 في بيلينا في البوسنة والهرسك. شارك مع منتخب صربيا تحت 17 سنة لكرة القدم ومنتخب صربيا تحت 19 سنة لكرة القدم ومنتخب صربيا تحت 20 سنة لكرة القدم. أما مع النوادي، فقد لعب مع نادي بارتيزان.

## وصلات خارجية
- ميلادين ستيفانوفيتش على موقع الاتحاد الدولي (مؤرشف)  (الإنجليزية)
- ميلادين ستيفانوفيتش على موقع الاتحاد الأوربي (الإنجليزية)
- ميلادين ستيفانوفيتش على موقع اتحاد تركيا (لاعب) (الإنجليزية)
- ميلادين ستيفانوفيتش على موقع قاعدة بيانات كرة القدم.إي يو (الإنجليزية)
- ميلادين ستيفانوفيتش على موقع بيانات كرة القدم. دي إي (الألمانية)
- ميلادين ستيفانوفيتش على موقع Soccerbase.com (لاعب) (الإنجليزية)
- ميلادين ستيفانوفيتش على موقع Soccerway.com (الإنجليزية)
- ميلادين ستيفانوفيتش على موقع عالم كرة القدم.نت (الإنجليزية)
- ميلادين ستيفانوفيتش على موقع AS.com (الإسبانية)